# Leucania albata
Leucania albata là một loài bướm đêm trong họ Noctuidae.